# Classe Marshal Ney
La classe Marshal Ney est une classe de deux monitors construits pendant la Première Guerre mondiale pour la Royal Navy.

## Conception

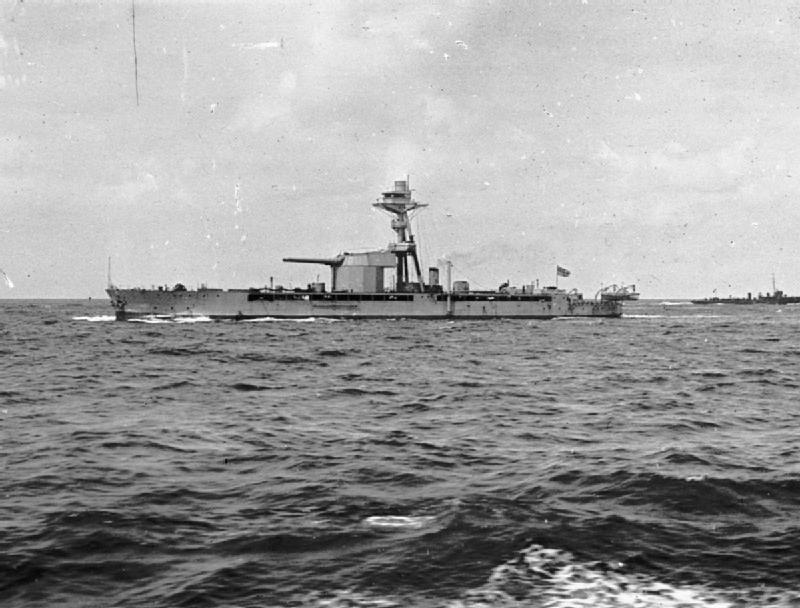
Le HMS Marshal Soult.

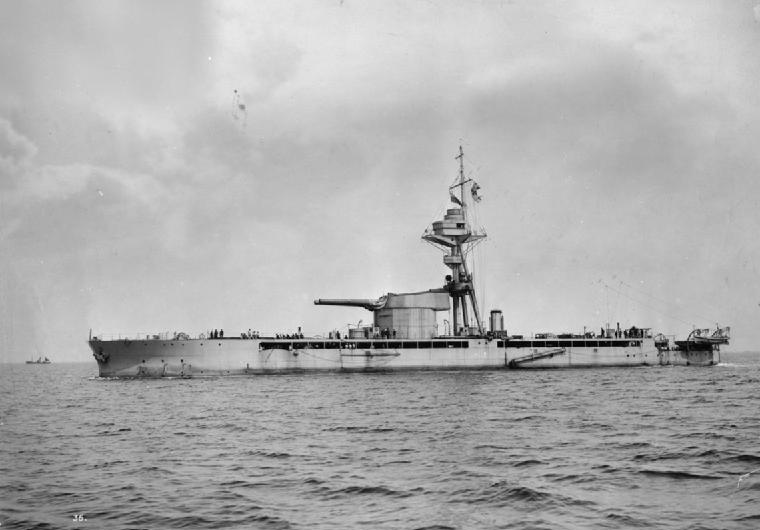
Essais du HMS Marshal Ney le 26 août 1915.

Le besoin de monitor pour bombarder les positions ennemies au bord de la Manche, essentiellement le long de la côte belge, est devenu évident au début de la guerre. Ces navires sont conçus avec une certaine hâte. La conception de ces monitors est confiée par le Director of Naval Construction (en) (directeur des constructions navales) Eustace Tennyson d'Eyncourt à son assistant Charles S. Lillicrap. Au moment où les navires de la classe Marshal Ney sont lancés, quelque 33 monitors de diverses sortes sont commandés. La modernisation des HMS Renown et HMS Repulse induit que des tourelles de canons de 15 pouces ayant une portée de 29 400 m sont disponibles. Le First Sea Lord John Arbuthnot Fisher, et le Lord de l'Amirauté Winston Churchill décident que ces deux tourelles seront montées sur les deux monitors en question. Ces deux unités, initialement désignées M 13 et M 14, prennent les noms de deux maréchaux français d'Empire : Nicolas Jean-de-Dieu Soult et Michel Ney.
Pour les machines, ces deux monitors stationnés à Douvres sont équipés de moteurs diesel avec une réserve, pour le Marshal Soult, de 235 tonnes de mazout, ce qui est une nouveauté : à l'époque la majorité des navires est à vapeur. L'utilisation de moteurs diesel signifie qu'ils n'ont pas besoin de chaufferies, diminuant ainsi le tirant d'eau. Les moteurs diesel permettent aussi de réduire la taille des échappements (cheminées). Ces moteurs sont conçus originellement pour des cargos beaucoup plus petits, les monitors sont donc particulièrement lents.
Ceux du Marshal Ney ont été construits avant-guerre par la société allemande MAN, ce qui fait qu'il était extrêmement difficile de trouver les techniciens spécialisés et les pièces de rechange nécessaires pour ceux-ci.
Le Marshal Soult est lui équipé de moteurs Vickers qui, bien que peu puissants, sont fiables. Ce navire, allant à une vitesse maximale de 7 nœuds, reste jusqu'en 1917 le plus efficace de sa catégorie dans son rôle de bombardement côtier. Bien que ces attaques ont fait relativement peu de dégâts et très peu de victimes, ils ont forcé l'armée impériale allemande et la marine impériale allemande à renforcer massivement leurs défenses côtières.
Le Marshall-Ney tient, en 1931, le rôle de ponton sous le nom de Vivid depuis juin 1922 dans le port de Gosport puis connu comme le Drake en janvier 1934 et le Alaunia II de 1947 jusqu'en 1957 tandis que le Marshall Soult est classé dans les bâtiments spéciaux. Ce dernier est vendu en 1946.

## Navires
- HMS Marshal Soult
- HMS Marshal Ney, lancé le 17 juin 1915, commissionné en août 1915, démoli en 1957.

### Sources
- (en) Cet article est partiellement ou en totalité issu de l’article de Wikipédia en anglais intitulé « Marshal Ney class monitor » (voir la liste des auteurs).